# Мускариновый ацетилхолиновый рецептор
Ацетилхолиновый мускариновый рецептор (мускариночувствительный холинорецептор, м-холинорецептор) относится к классу серпентиновых рецепторов, осуществляющих передачу сигнала через гетеротримерные G-белки.

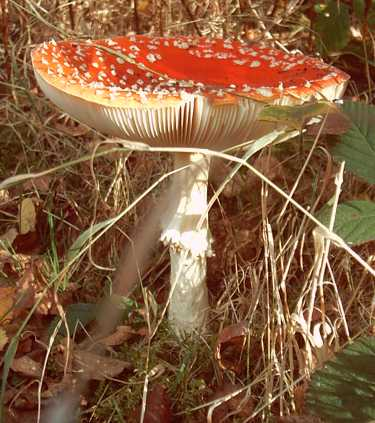
Мухомор красный — гриб, из которого впервые был экстрагирован мускарин

Ацетилхолин.

Мускарин

## Общие сведения
Семейство мускариновых рецепторов впервые было обнаружено благодаря их способности связывать алкалоид мускарин.
Они были опосредованно описаны в начале XX века при исследовании эффектов кураре. Их непосредственное исследование началось в 20-30 годах того же столетия, после того, как соединение ацетилхолин (ACh) было идентифицировано в качестве нейромедиатора, передающего нервный сигнал в нервно-мышечных синапсах. Базируясь на родственности эффектов ацетилхолина и природных растительных алкалоидов, было выделено два общих класса ацетилхолиновых рецепторов: мускариновые и никотиновые. Мускариновые рецепторы активируются мускарином и блокируются атропином, в то время как никотиновые рецепторы активируются никотином и блокируются кураре; со временем внутри обоих типов рецепторов было открыто значительное количество подтипов. В нервно-мышечных синапсах представленные только никотиновые рецепторы. Мускариновые рецепторы найдены в клетках мускулатуры и желез и, вместе с никотиновыми, в нервных ганглиях и нейронах ЦНС.

## Структура
Мускариновый рецептор любого типа состоит из одной полипептидной цепи длиной 440—540 остатков аминокислот, с внеклеточным N-концом и внутриклеточным С-концом. Гидропатический анализ аминокислотной последовательности выявил семь отрезков длиной в 20-24 остатков, которые формируют спиралевидные структуры, пронизывающие клеточную мембрану нейрона. Аминокислотная последовательность в этих отрезках является очень консервативной (более чем 90 % совпадений) во всех пяти типах мускариновых рецепторов. Между пятым и шестым доменами, которые пронизывают мембрану, находится большая внутриклеточная петля, которая является очень вариативной по своему составу и размерам у разных типов рецепторов. На третьей внутриклеточной петле, а также на С-конце рецепторной молекулы, расположено несколько последовательных отрезков, на которых происходит фосфорилирование при передаче нервного импульса. Остатки цистеина, один из которых расположен близ третьего трансмембранного сегмента, а другой — в середине второй внеклеточной петли, связаны дисульфидным мостиком.
Благодаря мутационному анализу были выявлены участки на рецепторной молекуле, которые вовлечены в процесс связывания лиганда и G-белков. Ацетилхолин связывается с участком, который находится в складке, сформированной спирально закрученными трансмембранными доменами. Остаток аспартата в третьем трансмембранном домене принимает участие в ионном взаимодействии с четвертичным азотом ацетилхолина, в то время как последовательности остатков тирозина и треонина, расположенные в трансмембранных сегментах приблизительно на трети расстояния от поверхности мембраны, формируют водородные связи с мускарином и его производными. Согласно результатам фармакологических исследований, сайт связывания антагонистов перекрывает сайт, с которым связывается ацетилхолин, но в дополнение привлекает к своему составу гидрофобные участки белковой молекулы рецептору и окружающей клеточной мембраны. Мускариновые рецепторы, кроме того, содержат сайт (или сайты), благодаря которым происходит регуляция рецепторного ответа большим количеством соединений, в частности галамином, который снижает степень диссоциации холинергических лигандов. Сайт связывания галамина включает шестой трансмембранный домен, а также третью внешнеклеточную петлю.
Большое количество участков данного рецептора принимают участие во взаимодействии с передающими G-белками. Это особенно касается структур второй внутриклеточной петли и N- и С-терминальных отрезков третьей внутриклеточной петли. Десенситизация мускариновых рецепторов достоверно вызывает фосфорилирование треониновых остатков на С-терминальном отрезке рецепторной молекулы, а также на нескольких участках третьей внутриклеточной петли.

## Классификация
М-холинорецепторы расположены в постсинаптической мембране клеток эффекторных органов у окончаний постганглионарных холинергических (парасимпатических) волокон. Кроме того, они имеются на нейронах вегетативных ганглиев и в ЦНС — в коре головного мозга, ретикулярной формации). Установлена гетерогенность м-холинорецепторов разной локализации, что проявляется в их неодинаковой чувствительности к фармакологическим веществам.
Выделяют следующие виды м-холинорецепторов:
- м1-холинорецепторы в ЦНС и в вегетативных ганглиях (однако последние локализуются вне синапсов);
- м2-холинорецепторы — основной подтип м-холинорецепторов в сердце; некоторые пресинаптические м2-холинорецепторы снижают высвобождение ацетилхолина;
- м3-холинорепепторы — в гладких мышцах, в большинстве экзокринных желез;
- м4-холинорецепторы — в сердце, стенке легочных альвеол, ЦНС;
- м5-холинорецепторы — в ЦНС, в слюнных железах, радужной оболочке, в мононуклеарных клетках крови.

Мускариновые рецепторы были первоначально разделены фармакологически на М1 и М2 типы, на основании различия в их чувствительности к пирензепину, оказавшемуся селективном антагонистом М1 рецептора. Было доказано, что стимуляция М1 рецептора активирует фосфолипазу С (PLC), приводя к высвобождению вторичного мессенджера инозитол 3-фосфата и последующей мобилизации внутриклеточного кальция. Активация M2 рецептора подавляет активность аденилатциклазы, что приводит к уменьшению внутриклеточного уровня сАМР.
Мускариновые рецепторы можно разделить на подтипы в соответствии с их способностью мобилизовать внутриклеточный кальций (m1,m3,m5) или ингибировать аденилатциклазу (m2,m4). Подтипы m1, m3 и m5 активируют фосфолипазы А2, С и D, тирозинкиназу и вход кальция. Подтипы M2, M также увеличивают активность фосфолипазы А2. В передаче сигнала с b-адренергического рецептора G белки.

## Функции
Мускариновые рецепторы несут целый набор разнообразных физиологических функций. В частности, они представлены в автономных ганглиях и постганглиозных волокнах, которые отходят от этих ганглиев к органам-мишеням. Таким образом, эти рецепторы принимают участие в передаче и модуляции таких парасимпатических эффектов, как сокращение гладкой мускулатуры, расширение сосудов, снижение частоты сердечных сокращений и повышение секреции в железах.
В ЦНС холинергические волокна, в состав которых входят интернейроны с мускариновыми синапсами, локализованы в коре головного мозга, ядрах ствола мозга, гиппокампе, стриатуме и в меньшем количестве — во многих других регионах. Центральные мускариновые рецепторы оказывают влияние на регуляцию сна, внимания, обучение и памяти. Менее важными функциональными характеристиками данных рецепторов является участие в регуляции движений конечностей, анальгезии и регуляции температуры тела.
Рецепторы типа М2 и М4 могут встречаться на пресинаптических мембранах и регулируют высвобождение медиатора в синапсе; но в основном мускариновые рецепторы типов М2 и М4 являются постсинаптическими.
Рецепторы типа М1 принимают участие в регуляции проведения калиевых каналов, и в подавлении медленных, вольт-независимых кальциевых токов. Рецепторы типа М2 принимают участие в формировании брадикардии, сокращении гладкой мускулатуры желудка, мочевого пузыря и трахеи. Рецепторы типа М3 влияют на секрецию слюны, сужение зрачков и сокращение желчного пузыря. Рецепторы типа М4 привлечены в процессы регулирования некоторых аспектов локомоторной активности (включая модуляцию эффектов дофамина).

## Проведение нервных сигналов
Мускариновые рецепторы способны изменять активность клеток, на которых они расположены, с помощью большого количества путей передачи сигнала. Активация биохимических путей передачи нервного импульса происходит в зависимости от природы и количества рецепторного подтипа, эффекторных молекул, а также протеинкиназ, которые экспрессуются в данной ткани и возможности взаимного влияния между разными цепями передачи нервных сигналов. Фосфолипаза С высвобождает вторичный мессенджер, диацилглицерол и инозитол-трифосфат, с фосфатидилинозитолом. Диацилглицерол активирует протеинкиназу С, в то время как инозитолтрифосфат высвобождает Са2+ из внутриклеточных резервуаров. Парные номера рецепторных подтипов ингибируют аденизатциклазу, вовлекая в этот процесс G-белки подтипа Gі.